# Immeuble Atrium
L'immeuble Atrium est un bâtiment Art nouveau construit rue Yliopistonkatu dans le Quartier VII à Turku en Finlande,.

## Description
À l'initiative de la création de l'édifice se trouvaient l'architecte Erik Bryggman, le juge adjoint Brynolf Kyrklund et les docteurs Lennart Sjöström et Erkki Warén en 1925.
Conçu par Erik Bryggman avec l'hospice Béthel, sa construction se termine en 1927.
Le nom Atrium a été choisi par Veikko Antero Koskenniemi, poète, admirateur de l'Antiquité et professeur de littérature générale et finlandaise, qui sera l'un des premiers habitants du bâtiment,.
L'atrium présente des caractéristiques typiques du Classicisme, qui peuvent être observées dans la décoration de la façade, la palette de couleurs des couloirs et l'ornementation.
L'admiration de l'Antiquité est également soulignée par la place à l'italienne du côté ouest du bâtiment, qui jouxte l'hospice Béthel conçu par Erik Bryggman.
Et il ne faut pas oublier le bain romain situé au rez-de-chaussée de l'escalier B de la maison, qui, en plus des saunas romains et des cabines à vapeur, disposait également d'un sauna finlandais traditionnel.
Les plans d'étage des appartements étaient adaptés à la vie urbaine traditionnelle, c'est-à-dire que les pièces les moins précieuses telles que la cuisine et la chambre étaient du côté de la cour et les salons et les halls étaient du côté de la rue.
Il y avait des appartements plus petits dans les escaliers B et C et des appartements plus grands dans l'escalier A.
Les serviteurs avaient leur propre entrée de service depuis la cour de la maison.
La façade du bâtiment présente des détails intéressants.
Le sculpteur Aarre Aaltonen et Erik Bryggman ont collaboré pour réaliser, entre autres, huit reliefs, dont les sujets étaient l'Atrium, la médecine, le commerce, la musique, l'agriculture, la justice, la navigation et le pouvoir.
Les motifs des cages d'escalier et, entre autres, les rampes en fer forgé sont dus à Erik Bryggman.
Erik Bryggman a conçu les intérieurs de tous les appartements, mais les cuisines des appartements de l'escalier A ont été conçues par l'architecte Elna Kiljander.
Katri Warén a conçu l'intérieur de son logement et de l'appartement d'Erkki Warén.

## Protection
L'îlot urbain composé de l'hospice Béthel, de l'église Béthel et de l'immeuble Atrium est classé parmi les sites culturels construits d'intérêt national en Finlande.

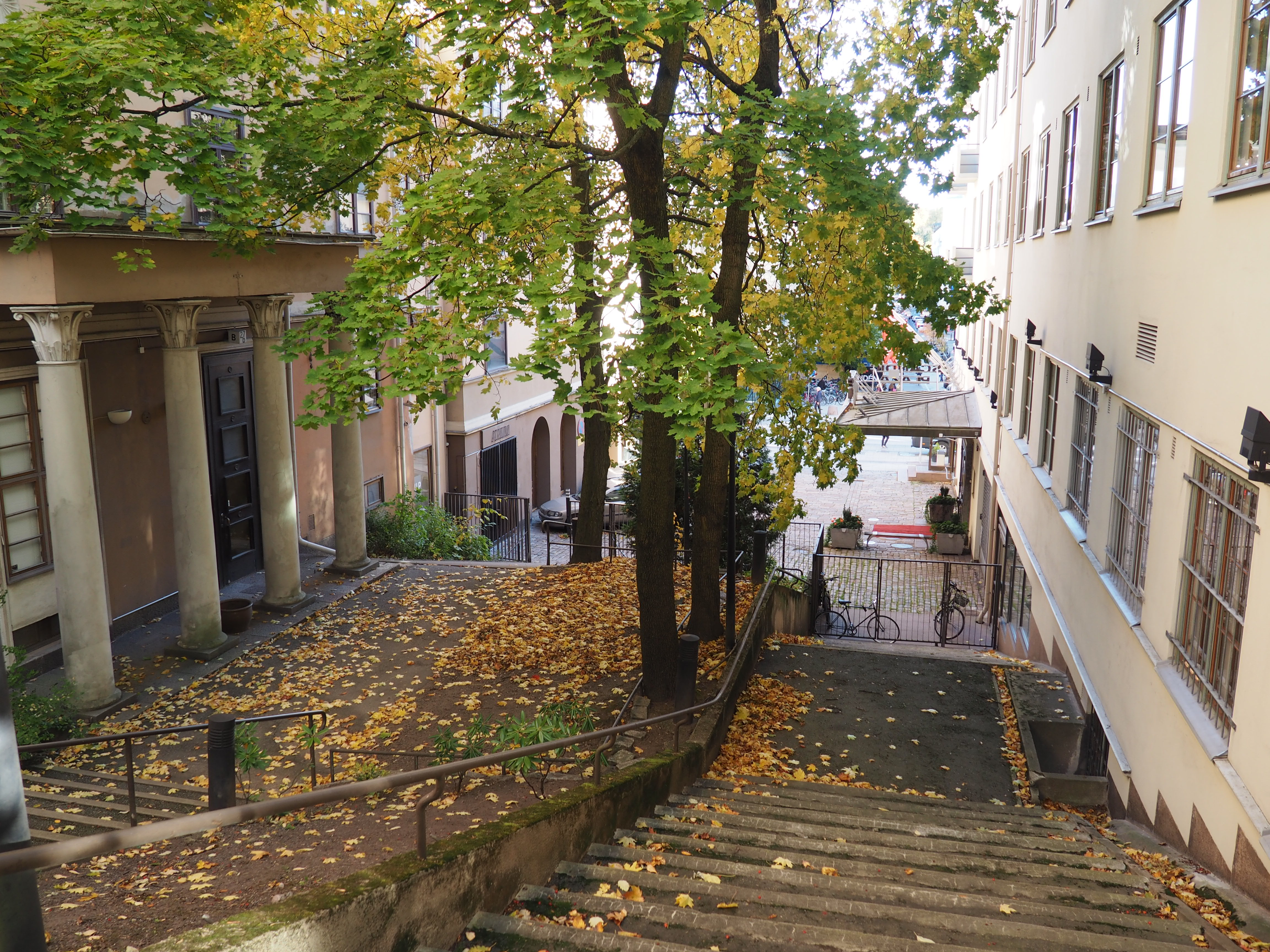
À gauche l'Atrium.